# 心迷宫
《心迷宫》，原名:《殯棺》，是忻钰坤编剧并执导的一部中国农村题材的非直线叙事电影，为其导演处女作，霍卫民、王笑天、罗芸、孙黎主演，中国于2015年10月16日上映。

## 角色
| 演員   | 角色   | 備註                                                         |
| 霍卫民 | 肖卫国 | 村长                                                         |
| 王笑天 | 肖宗耀 | 肖卫国之子                                                   |
| 罗芸   | 黄欢   | 肖宗耀刚怀孕的女友                                           |
| 孙黎   | 丽琴   | 与丈夫关系不合的妇女                                         |
| 邵胜杰 | 王宝山 | 丽琴的情夫                                                   |
| 曹西安 | 陈自立 | 丽琴的丈夫，腿有残疾，爱喝酒，外面有小三，方便时意外坠崖身亡 |
| 贾致钢 | 大壮   | 爱慕丽琴的男人，开有一间小店铺                               |
| 王梓尘 | 白国庆 | 白虎之哥                                                     |
| 张艺骞 | 小凤   | 王宝山正怀孕的妻子                                           |
| 朱自清 | 白虎   | 爱赌博并欠债的痞子，被肖宗耀意外致死                         |

## 创作
2013年，忻钰坤的一个朋友身边的真实故事打动了他，“父亲为儿子藏尸，这个题材刚开始听起来真让人毛骨悚然，但当整个故事一层层展开的时候，你会觉得它真的是太牛了，所以，我下定决心一定要将他拍成一部电影。”
拍摄本片饱受资金问题困扰，总预算仅有170万元，拍摄周期仅有24天。片中的男女演员都是一些地方戏演员。画面大多采用手提式摄像机拍摄完成。取景地位于河南叶县。

## 评价
《北京日报》认为：影片围绕一具焦尸逐步展开，讲述白虎死后的故事。故事谜底根本不难猜，精彩的部分在于展示每个牵扯其中的人作何反应。电影中的每个人物都有很强的私心，阴差阳错卷入了事件中，却往往事与愿违。该片最被人叫好的是叙事方式，采用多线性、三段式的环形叙事方式，分别以爱情、奸情、亲情为主线，集中展现三组人物关系及行为，构成了一个人性与欲望交织、颇具黑色幽默的中国式故事。

## 奖项
第八届（2014年）FIRST青年影展
- 最佳剧情长片
- 最佳导演

第51届金马奖
- 最佳新导演提名：忻钰坤
- 最佳原创剧本提名：忻钰坤